# Кислородный голод
Кислородный голод — украинский советский художественный фильм, драма режиссёра Андрея Дончика, вышедшая в 1992 году, после распада СССР. В основу которой легла тема дедовщины, навеянная пребыванием режиссёра фильма в Советской Армии, также в фильме присутствует ненормативная лексика (мат).

## Сюжет
В советской воинской части «деды», зачитав приказ о демобилизации, решили поиздеваться над молодыми военнослужащими. Все молодые покорно терпели, однако рядовой Билык не стал терпеть, на что сержант Кошачий, один из «дедов», сказал: «Я тебя трогать не буду, такие, как ты, здесь сами вешаются».
Старшина дивизиона прапорщик Гамалия вызывает к себе нескольких новобранцев, в том числе и Билыка, и предлагает им назвать имена обидчиков. Но никто из молодых не решается этого сделать, и тогда прапорщик разрешает им написать имена на бумаге и кинуть в ящик для жалоб и предложений. Обнаружив, что ящик для жалоб и предложений пуст, прапорщик пытается лично узнать у Билыка, кто избивает новобранцев, но Билык отмалчивается. Их разговор случайно подслушивает сержант Кошачий. Решив, что Билыку можно доверять, Кошачий приказывает ему покинуть часть и отправиться в магазин за водкой. Остапенко предупреждает Кошачего, что Билык его заложит, если попадётся. Билык приходит к магазину, но оказывается, что туда же приехал Гамалия. Билык пытается убежать, но тщетно. За самовольное оставление части рядовому Билыку объявлено 10 суток гауптвахты.
Спустя десять дней Билык возвращается с гауптвахты в часть. Гамалия пытается узнать у него, кто послал его за водкой. Не получив желаемого ответа, прапорщик объявляет сержанту Кошачему и Билыку наряд в караул, в то время как многие товарищи Кошачего демобилизовались в первой партии. Кошачий решает, что Билык его заложил. Во время следования к посту между ними опять возник конфликт. Кошачий приказывает Билыку выполнять отжимания в большой луже. Билык выполняет, сержант отдаёт приказ «Воздух!». Билык стреляет в небо, но потом направляет автомат на сержанта, «Стреляй!» — кричит Кошачий, затем выбивает автомат из рук Билыка. Они начинают драться в луже, при этом Кошачий обвиняет Билыка в том, что из-за него он все ещё находится в армии. В конце концов, Билык подтягивает к себе автомат и убивает сержанта. Затем он поднимается и бредёт в сторону части. В последних кадрах Билык наблюдает за строем только что прибывших новобранцев, которых ведёт прапорщик Гамалия.

## В ролях
- Тарас Денисенко — рядовой Билык
- Олег Маслеников — сержант Кошачий
- Виктор Степанов — прапорщик Гамалия
- Алексей Горбунов — капитан Голиков
- Александр Миронов — Александр Бойко, младший сержант
- Мухамед Рахимов — рядовой Саидов
- Владимир Станкевич — рядовой Астапенко
- Илья Сенацкий — рядовой Петрушин
- Берик Сабиржанов — рядовой Нусубалиев
- Александр Немченко — рядовой Егоров
- Юрий Шерстнёв — начальник гауптвахты, старший прапорщик
- Владимир Ямненко — сержант на гауптвахте
- Пётр Бенюк — полковник